# IC 1153
IC 1153 ist eine linsenförmige Galaxie mit aktivem Galaxienkern vom Hubble-Typ E0 im Sternbild Herkules am Nordsternhimmel. Sie ist schätzungsweise 271 Mio. Lichtjahre von der Milchstraße entfernt und hat einen Durchmesser von etwa 95.000 Lj.
Im selben Himmelsareal befindet sich u. a. die Galaxie IC 1152.
Das Objekt wurde am 4. Juli 1888 von Lewis Swift entdeckt.